# Exocoetus gibbosus
Exocoetus gibbosus is een straalvinnige vissensoort uit de familie van vliegende vissen (Exocoetidae). De wetenschappelijke naam van de soort is voor het eerst geldig gepubliceerd in 2000 door Parin & Shakhovskoy.